# Hinatazaka46
Hinatazaka46 (Nhật: 日向坂46) là nhóm nhạc thần tượng Nhật Bản được sản xuất bởi Akimoto Yasushi.
Nhóm được thành lập vào ngày 29 tháng 11 năm 2015 dưới tên Hiragana Keyakizaka46, như một nhóm thế hệ 2 của nhóm Keyakizaka46 và là một phần của Sakamichi Series cùng với nhóm chị em Nogizaka46. Ngày 11 tháng 2 năm 2019, Hiragana Keyakizaka46 thông báo tách nhóm và hoạt động độc lập dưới tên Hinatazaka46, được đặt tên theo tên đường Hyūgazaka thuộc Minato-ku, Tokyo, được sử dụng cùng chữ kanji. Nhóm mới debut với một single mang tựa đề "Kyun" vào ngày 27 tháng 3 năm 2019.
Trưởng nhóm của nhóm là Sasaki Kumi. Chương trình truyền hình đầu tiên của nhóm là "HINABINGO!".

## Thành viên
| Thế hệ       | Tên                           | Ngày sinh (tuổi)  | Biệt danh                                                                 | Quê quán  | Chú thích     |
| ------------ | ----------------------------- | ----------------- | ------------------------------------------------------------------------- | --------- | ------------- |
| Thế hệ thứ 1 |                               |                   |                                                                           |           |               |
| 1            | Iguchi Mao (井口眞緒)         | 10 tháng 11, 1995 | Maochan (まおちゃん)                                                      | Niigata   | Đã tốt nghiệp |
| 1            | Kakizaki Memi (柿崎芽実)      | 2 tháng 12, 2001  | Memitan (めみたん), Memii (めみー)                                        | Nagano    | Đã tốt nghiệp |
| 1            | Ushio Sarina (潮紗理菜)       | 26 tháng 12, 1997 | Ushishi (うしし), Naccho (なっちょ)                                       | Kanagawa  | Đã tốt nghiệp |
| 1            | Kageyama Yūka (影山優佳)      | 8 tháng 5, 2001   | Kagechan (かげちゃん)                                                     | Tokyo     | Đã tốt nghiệp |
| 1            | Katō Shiho (加藤史帆)         | 2 tháng 2, 1998   | Katoshi (かとし), Toshichan (としちゃん)                                  | Tokyo     |               |
| 1            | Saitō Kyōko (齊藤京子)        | 5 tháng 9, 1997   | Kyonko (きょんこ)                                                         | Tokyo     |               |
| 1            | Sasaki Kumi (佐々木久美)      | 22 tháng 1, 1996  | Kumiten (くみてん), Captain (キャプテン)                                  | Chiba     | Trưởng nhóm   |
| 1            | Sasaki Mirei (佐々木美玲)     | 17 tháng 12, 1999 | Miipan (みーぱん)                                                         | Hyōgo     |               |
| 1            | Takase Mana (高瀬愛奈)        | 20 tháng 9, 1998  | Manafi (まなふぃ)                                                         | Ōsaka     |               |
| 1            | Takamoto Ayaka (高本彩花)     | 2 tháng 11, 1998  | Ponchan (ぽんちゃん), Otake (おたけ), Aya (あや), Ayanee-san (あや姉さん) | Kanagawa  |               |
| 1            | Higashimura Mei (東村芽依)    | 23 tháng 8, 1998  | Meimei (めいめい), Yancharu (やんちゃる)                                  | Nara      |               |
| Thế hệ thứ 2 |                               |                   |                                                                           |           |               |
| 2            | Kanemura Miku (金村美玖)      | 10 tháng 9, 2002  | Osushi (おすし), Mikutea (ミクチィー)                                     | Saitama   |               |
| 2            | Kawata Hina (河田陽菜)        | 23 tháng 7, 2001  | KAWADA-san (かわださん), Ohina (おひな)                                   | Yamaguchi |               |
| 2            | Kosaka Nao (小坂菜緒)         | 7 tháng 9, 2002   | Kosakana (こさかな)                                                       | Osaka     |               |
| 2            | Tomita Suzuka (富田鈴花)      | 18 tháng 1, 2001  | Suzy (すーじー)                                                           | Kanagawa  |               |
| 2            | Nibu Akari (丹生明里)         | 15 tháng 2, 2001  | Nibuchan (丹生ちゃん)                                                     | Saitama   |               |
| 2            | Hamagishi Hiyori (濱岸ひより) | 28 tháng 9, 2002  | Hiyotan (ひよたん), Tanchan (たんちゃん)                                  | Fukuoka   |               |
| 2            | Matsuda Konoka (松田好花)     | 27 tháng 4, 1999  | Konochan (このちゃん), Macchan (松っちゃん)                               | Kyoto     |               |
| 2            | Miyata Manamo (宮田愛萌)      | 28 tháng 4, 1998  | Manamosan ( まなもさん)                                                   | Tokyo     | Đã tốt nghiệp |
| 2            | Watanabe Miho (渡邉美穂)      | 24 tháng 2, 2000  | Bemiho (べみほ), Mihowatanabe (ミホワタナベ), Mihochii (みほちー)         | Saitama   | Đã tốt nghiệp |
| Thế hệ thứ 3 |                               |                   |                                                                           |           |               |
| 3            | Kamimura Hinano (上村ひなの)  | 12 tháng 4, 2004  | Kamimuraa (かみむらぁ), Hinanonano (ひなのなの), Nano-chan (なのちゃん）  | Tokyo     |               |
| 3            | Takahashi Mikuni (髙橋未来虹) | 27 tháng 9, 2003  | Mikunin (みくにん)                                                        | Tokyo     |               |
| 3            | Morimoto Marii (森本茉莉)     | 23 tháng 2, 2004  | Marimoto (まりもと)                                                       | Tokyo     |               |
| 3            | Yamaguchi Haruyo (山口陽世)   | 23 tháng 2, 2004  | Paru (ぱる), Paruyo（ぱるよ）                                             | Tottori   |               |
| Thế hệ thứ 4 |                               |                   |                                                                           |           |               |
| 4            | Ishizuka Tamaki (石塚瑶季)    | 6 tháng 8, 2004   | Tama-chan (たまちゃん)                                                    | Tokyo     |               |
| 4            | Kishi Honoka (岸帆夏)         | 15 tháng 8, 2004  | Kishihono (きしほの), Honobono (ほのぼの)                                 | Tokyo     |               |
| 4            | Konishi Nanami (小西夏菜実)   | 3 tháng 10, 2004  | Konishin (こにしん), 524-773                                              | Hyogo     |               |
| 4            | Shimizu Rio (清水理央)        | 15 tháng 1, 2005  | Riotamu (りおたむ)                                                        | Chiba     |               |
| 4            | Shogenji Yoko (正源司陽子)    | 14 tháng 2, 2007  | Youko (よーこ), Shogeko (しょげこ), Gen-chan (げんちゃん)                 | Hyogo     |               |
| 4            | Takeuchi Kirari (竹内希来里)  | 20 tháng 2, 2006  | Kirarin (きらりん), Kirarincho (きらりんちょ)                             | Hiroshima |               |
| 4            | Hirao Honoka (平尾帆夏)       | 31 tháng 7, 2003  | Hiraho (ひらほー）                                                        | Tottori   |               |
| 4            | Hiraoka Mitsuki (平岡海月)    | 9 tháng 4, 2002   | Micchan (みっちゃん), Kurage (くらげ)                                     | Fukui     |               |
| 4            | Fujishima Kaho (藤嶌果歩)     | 7 tháng 8, 2006   | Kahorin (かほりん)                                                        | Hokkaido  |               |
| 4            | Miyachi Sumire (宮地すみれ)   | 31 tháng 12, 2005 | Sumiko (すみこ), Lege (レジェ), SumiLegend (すみレジェンド)               | Kanagawa  |               |
| 4            | Yamashita Haruka (山下葉留花) | 20 tháng 5, 2003  | Haruharu (はるはる)                                                       | Aichi     |               |
| 4            | Watanabe Rina (渡辺莉奈)      | 7 tháng 2, 2009   | Berina (べりな), Rinashi (りなし)                                         | Fukuoka   | Nhỏ tuổi nhất |